# Crambe maritime
Crambe maritima
Espèce
Classification phylogénétique
Le Crambe maritime, encore appelé la chourbe, le crambé maritime ou chou marin (Crambe maritima), est une espèce de plantes à fleurs de la famille des Brassicaceae (ou Crucifères).
C'est l'un des deux représentants européens du genre Crambe, avec Crambe hispanica. C'est une plante poussant sur le littoral de la Baltique, de la Manche et de l'Atlantique (sable, galets, falaises) et la méditerranée. Il est cultivé pour l'ornement et la consommation.
Devenu assez rare et ayant disparu d'une partie de son aire naturelle de répartition, le chou marin est une espèce protégée dans plusieurs départements français. Il fait par exemple partie des espèces qui ont justifié la création de la Réserve naturelle régionale du Sillon de Talbert à Pleubian en Bretagne.

## Description

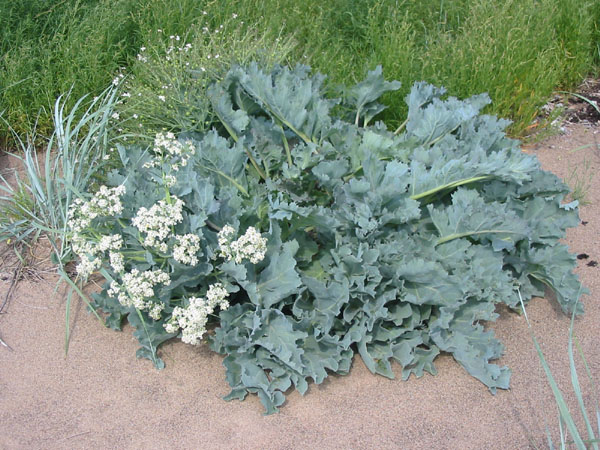
Crambe maritima, photographié en Estonie.

Plante vivace vert grisâtre, robuste, à tige épaisse, ligneuse à la base. Elle forme souvent des touffes importantes. Grandes feuilles arrondies et charnues, pennatilobées, celles du sommet de la tige plus étroites que celles de la base. Fleurs blanches en grappes serrées, avec, comme pour toutes les crucifères, quatre sépales, quatre pétales séparés et six étamines. Les fruits sont des siliques globuleuses de couleur jaunâtre.

## Caractéristiques
Organes reproducteurs

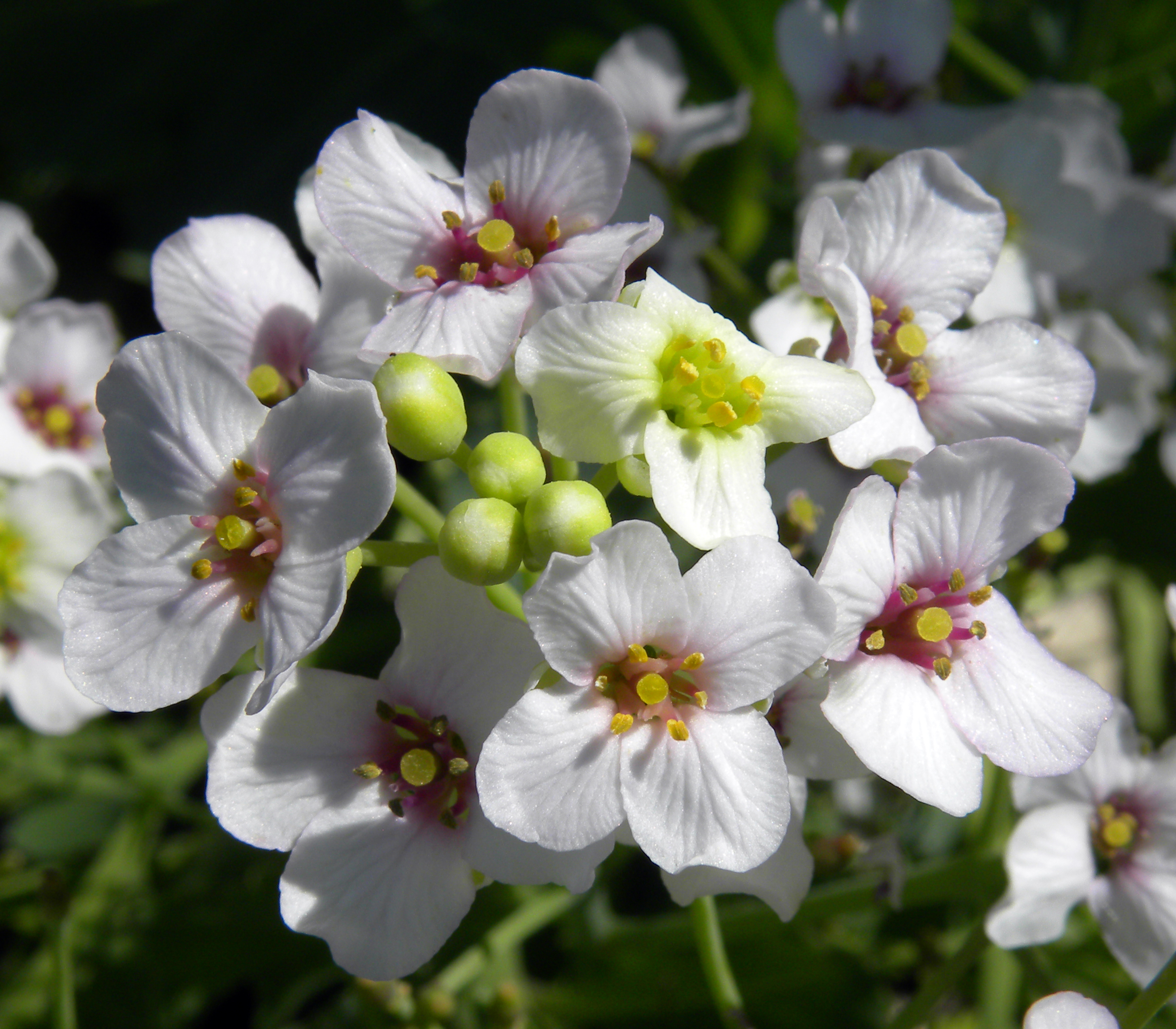
Crambe maritima à Saaremaa, en Estonie.

- Type d'inflorescence : racème simple
- Répartition des sexes : hermaphrodite
- Type de pollinisation : entomogame, autogame
- Période de floraison : mai à juin

Graine
- Type de fruit : silique
- Mode de dissémination : hydrochore

Habitat et répartition
- Habitat type : rivages submaritimes boréaux, sur galets et graviers
- Aire de répartition : atlantique

Données d'après Ph. Julve, 1998 : 
« Baseflor. Index botanique, écologique et chorologique de la flore de France » [xlsx], version du 23 avril 2004.

## Utilisation
Bien que cueilli et consommé dès la Préhistoire, sa culture a commencé bien plus tard, dans les îles britanniques.
Dans la plupart des stations, la récolte de plantes sauvages est interdite car la plante est classée en espèce protégée mais le crambé maritime est facile à cultiver.

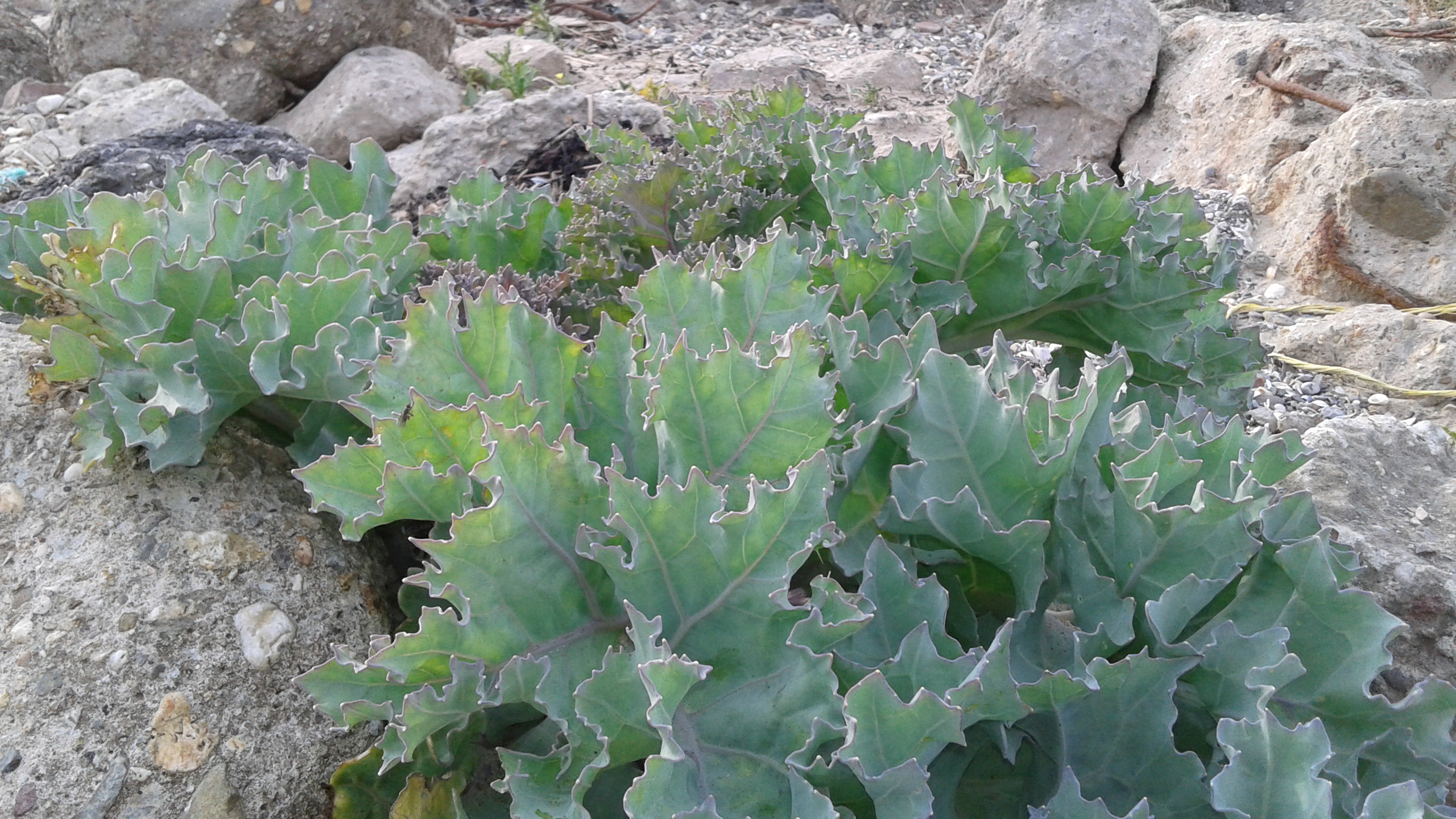
Vue sur son feuillage.

Toutes les parties du crambé sont comestibles. Les feuilles et les boutons floraux avant éclosion sont consommés crus ou cuits comme le chou et le brocoli. Bien que très ressemblant, le goût diffère de celui du chou. En Grande-Bretagne les jeunes pousses sont souvent blanchies comme les endives. Cette technique n’a pas eu de succès commercial car les pousses ne restent pas fraiches longtemps. Plus charnues que celles du chou, les feuilles tendent à être légèrement amères au moment de la floraison. Les racines peuvent être consommées cuites et sont riches en sucre et amidon. En Irlande, il est consommé cru à l'apéritif en accompagnement de la bière.

### Culture
C'est une plante facile à cultiver. Poussant naturellement en bord de mer du nord de l'Europe, elle préfère les sols légers à pH neutre ou alcalins et les positions plein-soleil, mais n'aime pas les climats trop chauds. Bien que préférant les sols riches, elle tolère parfaitement les sols pauvres mais toujours bien drainés car elle ne supporte pas l'humidité stagnante. Elle résiste au froid jusqu'à −20 °C. En bonnes conditions, elle peut produire jusqu'à trois récoltes par an et un même pied peut vivre plusieurs dizaines d'années.
Le semis est effectué de préférence en place en mars-avril ou alors en godets transplantés lorsque la plante a quelques feuilles. Les graines lèvent à 15 °C en 3 semaines mais peuvent parfois mettre 2 mois. La première récolte peut avoir lieu 12 mois après.
La plante peut également être multipliée par division de souches ou par morceaux de racines.
Il existe quelques variétés fixées.
Les fleurs sont très attractives pour les butineurs.